# La Antigua (León)
La Antigua es un municipio y villa española de la provincia de León, en la comunidad autónoma de Castilla y León. Cuenta con una población de 328 habitantes (INE 2024). El municipio comprende los núcleos de población de La Antigua, Audanzas del Valle, Cazanuecos, Grajal de Ribera y Ribera de la Polvorosa. 
Es un municipio agrícola y cuenta con una industria conservera de pescado, principalmente salmón ahumado, llamada La Balinesa, construida en el antiguo molino de La Antigua. Las fiestas se celebran los días 8 y 9 de septiembre en honor de la natividad de María. Perteneció a la antigua Jurisdicción de Laguna de Negrillos.

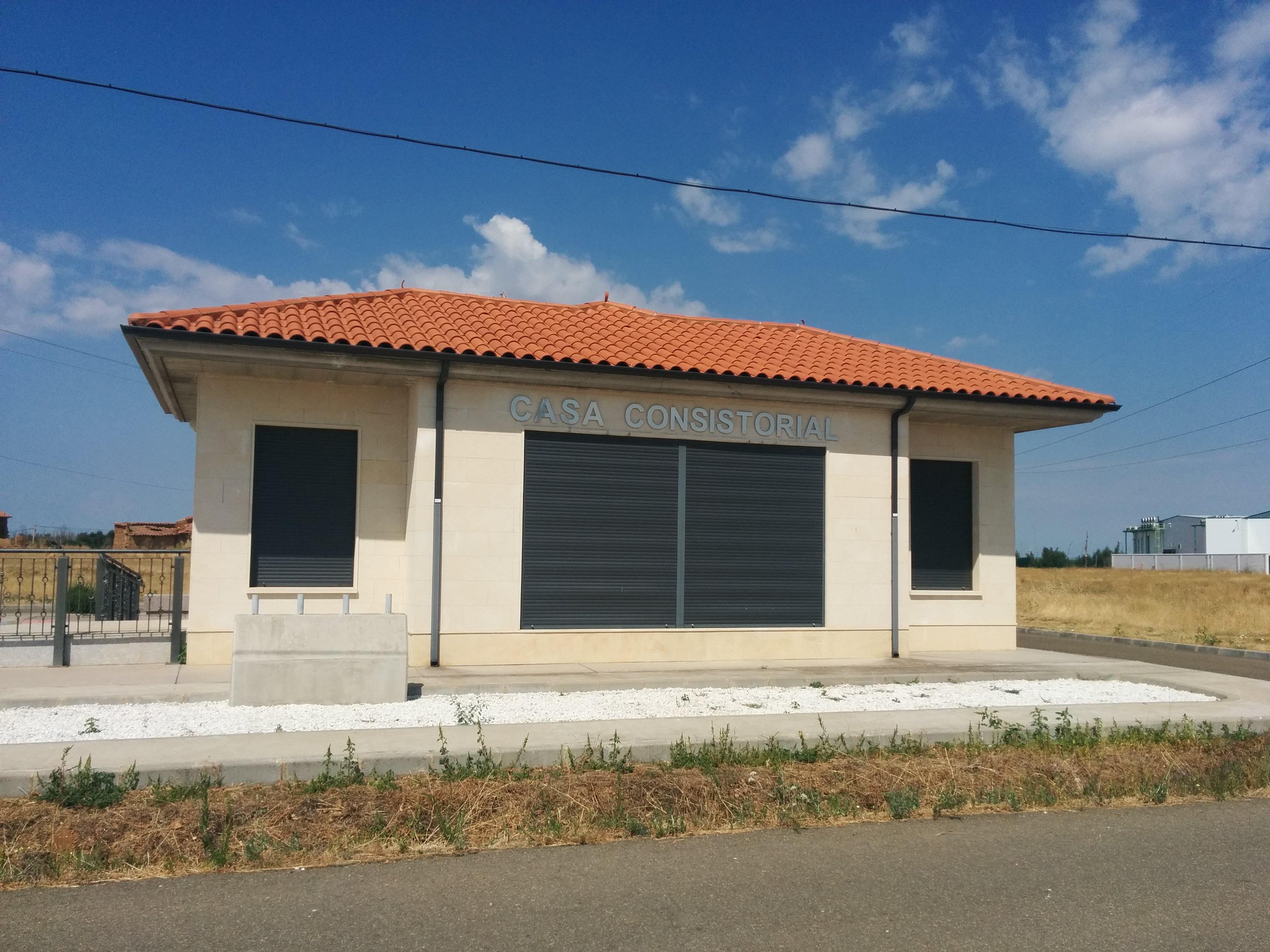
Casa consistorial

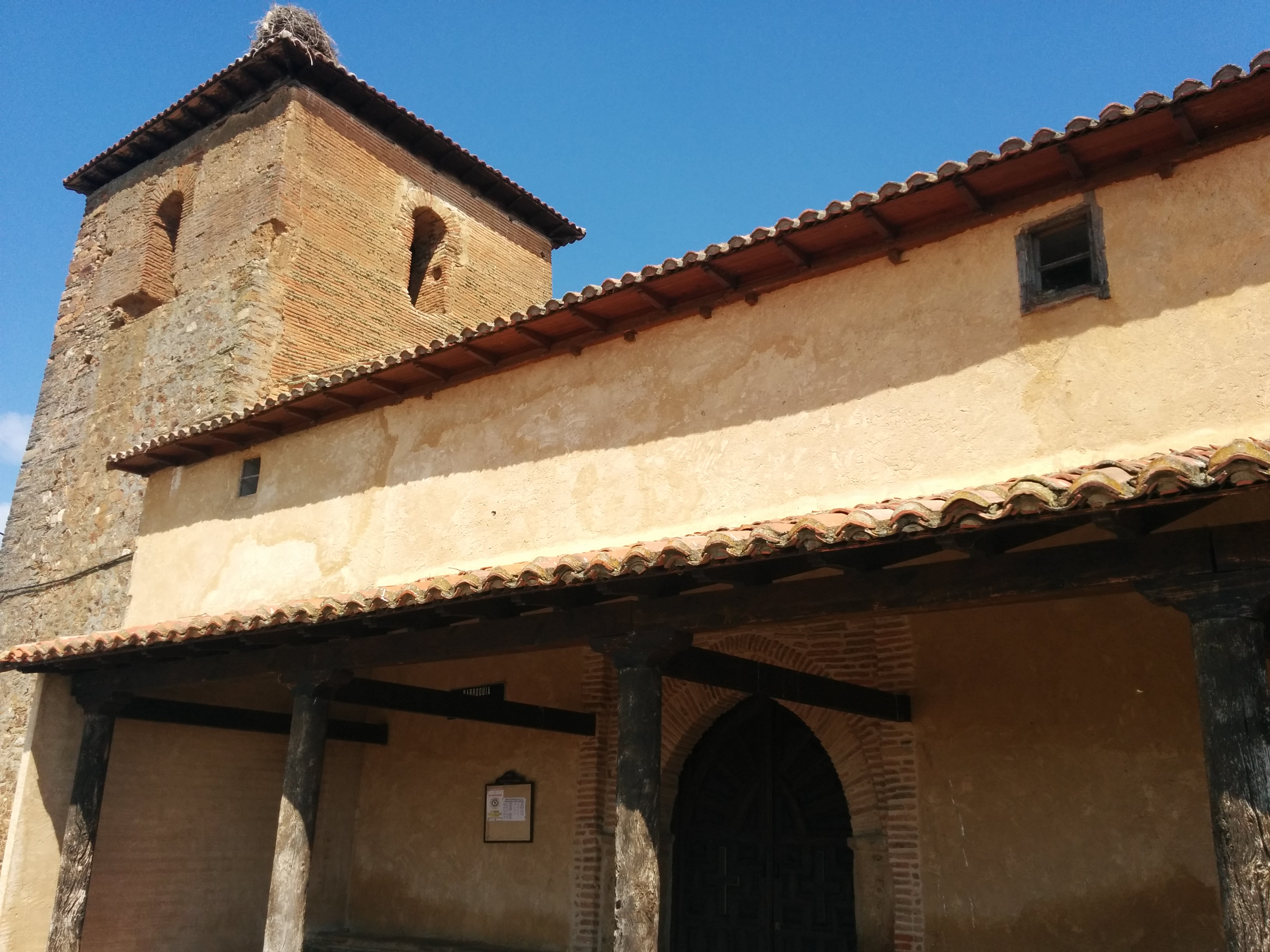
Iglesia de Santa María de la Antigua

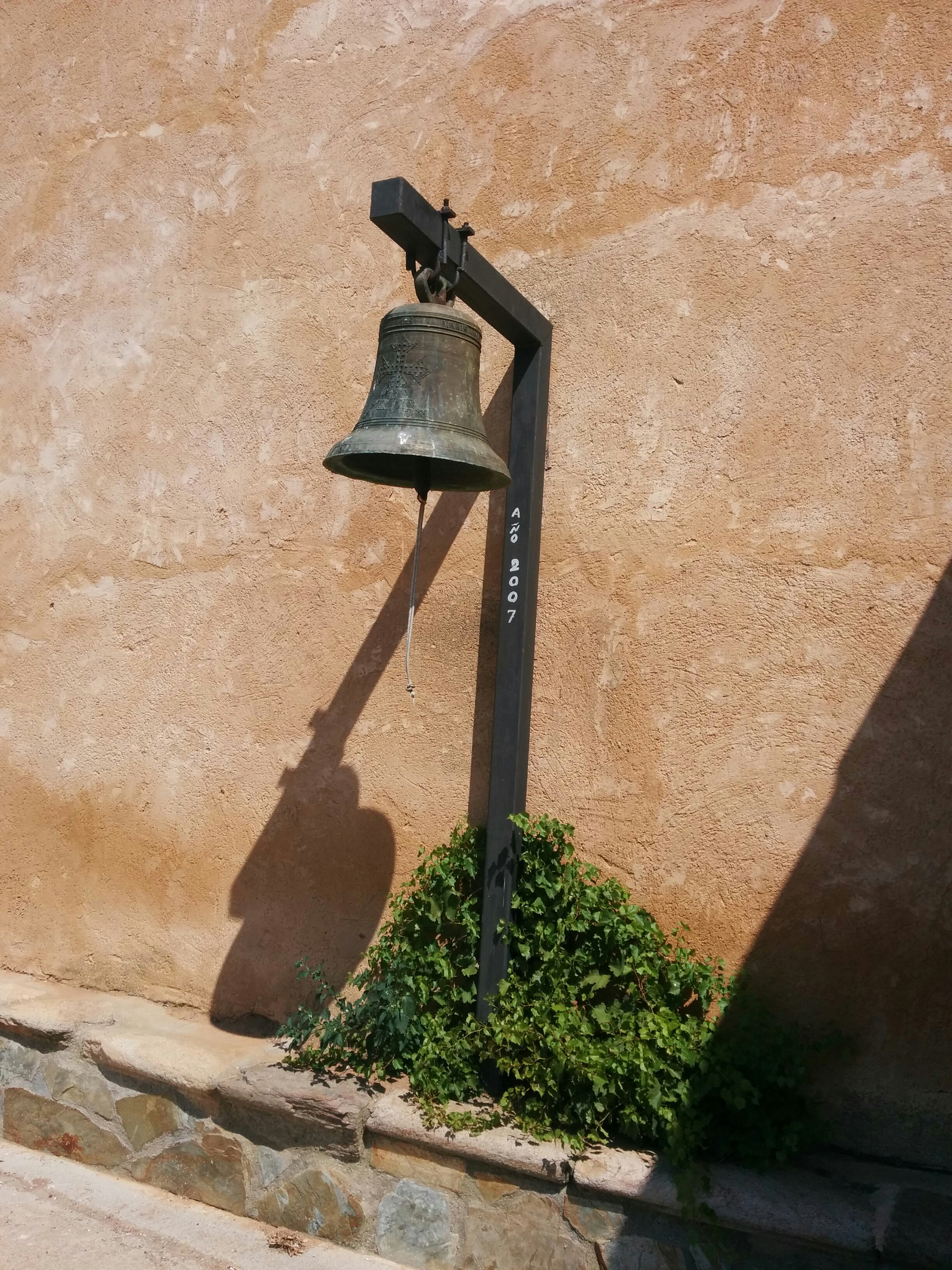
Campana lateral en la iglesia

## Geografía
La Antigua se encuentra en la comarca del Páramo, en el sur de la provincia de León, a una altitud de 750 m s. n. m. (la capital). Su término municipal limita al norte con Zotes del Páramo, Laguna de Negrillos y Roperuelos del Páramo, al sur con Pozuelo del Páramo, San Adrián del Valle, Matilla de Arzón (Zamora) y Villaquejida, al este con Laguna de Negrillos, Villamandos y Villaquejida, y al oeste con Pozuelo del Páramo y Roperuelos del Páramo.
| Noroeste: Roperuelos del Páramo                   | Norte: Zotes del Páramo, Laguna de Negrillos y Roperuelos del Páramo                    | Noreste: Laguna de Negrillos                          |
| Oeste: Pozuelo del Páramo y Roperuelos del Páramo |                                                                                         | Este: Laguna de Negrillos, Villamandos y Villaquejida |
| Suroeste Villamandos y Laguna de Negrillos        | Sur: Pozuelo del Páramo, San Adrián del Valle, Matilla de Arzón (Zamora) y Villaquejida | Sureste: Villamandos y Villaornate y Castro           |

### Orografía
Situado en el Páramo leonés, el relieve del municipio es horizontal, tan solo interrumpido por cerros aislados. La zona más alta del municipio se encuentra regada por las aguas del embalse de Barrios de Luna, mientras que la zona baja es cultivada en régimen de secano. En el término municipal se encuentra el vértice geodésico de Moriscos, a una altitud de 810 m s. n. m., y situado en el centro del municipio.

### Hidrografía
La Antigua está bañada por varios arroyos y ríos menores que desembocan en el río Esla o en el río Órbigo.

## Demografía
Cuenta con una población de 328 habitantes (INE 2024).
| Gráfica de evolución demográfica de La Antigua entre 1842 y 2021 |
| |
| Población de derecho según los censos de población del INE Población de hecho según los censos de población del INE Entre el censo de 1857 y el anterior disminuye el término del municipio porque independiza a Pozuelo del Páramo y San Adrián del Valle |

## Comunicaciones
Carreteras
El municipio se encuentra conectado a la red de carreteras mediante la carretera LE-412. Siguiendo esta carretera rumbo sureste se encuentra un enlace a la red de alta capacidad a la A-66.
Transporte aéreo
El aeropuerto más cercano es el de León, que entró en servicio en 1999, situado a 51 kilómetros de La Antigua.